# ミッション: 8ミニッツ
『ミッション: 8ミニッツ』（原題: Source Code）は、2011年のアメリカ合衆国のSFテクノスリラー映画。疑似タイムループを題材とする。『月に囚われた男』に次ぐダンカン・ジョーンズ監督第2作。2011年3月11日、サウス・バイ・サウスウェストで初上映され、3月31日以降各国で一般公開された。

## あらすじ
アメリカ陸軍パイロットのスティーブンス大尉が目を覚ますとAM7:40、シカゴ行き通勤列車の中だった。しかし周りの光景にも、自分に話しかけてくる同席の女性（クリスティーナ）にも全く見覚えがない。鏡に映る自分の顔も別人であり、所持していた身分証には教員ショーン・フェントレスと書かれている。そして8分後、列車は大爆発を起こして乗客は全員死亡する。
爆発後、スティーブンスが操縦席らしき暗所で目を覚ますと、モニター画面に映る女性（グッドウィン空軍大尉）が話しかけてくる。列車爆発は既に起こってしまった事件であり、ラトレッジ博士が開発した"包囲された城"と呼ばれるプログラム装置を用いて、死亡した乗客ショーンの脳に残っていた爆発直前8分間の記憶と、スティーブンスの意識とを同期させ、脳内で体験しているのだと知らされる。そして、6時間後に次の爆破テロがシカゴのダウンタウンで実行される前に、過去の8分間を体験しながら列車爆破の犯人を特定して欲しいと説明を受ける。
スティーブンスは混乱しつつ渋々列車の時間線に戻る。列車を降りてクリスティーナと逃げようとしたり、列車に仕掛けられた爆弾を見つけて解除を試みるなどするも失敗。何度か8分間の体験を繰り返すうち少しずつ状況を把握していき、自分が2か月前アフガニスタンで出動中に重傷を負って身体の大部分を失い、植物状態で生命維持装置にかけられ、公には殉職扱いとなっている現実を知る。操縦席も自身の肢体も、脳が創り出した幻想だったのだ。
スティーブンスは自身を安楽死させて欲しいとラトレッジ博士に頼み、爆弾犯を見つける任務の完遂を条件に許可される。スティーブンスは再三8分間を繰り返したのち、ついに爆弾犯（フロスト）を特定し問い詰めるが、フロストはショーンとクリスティーナを射殺し、爆弾を積んだライトバンで走り去った所でその8分間が終了する。スティーブンスは記憶したナンバープレートと方角をグッドウィンらに報告、これによって現実世界ではフロストが逮捕され、次の爆破テロを防ぐことに成功する。
だがラトレッジ博士は約束を守らず、次の重要任務でもスティーブンスを利用するため彼の記憶を抹消するようグッドウィンに指示。スティーブンスはグッドウィンに改めて安楽死と、その前に記憶の中だけでも列車の乗客を救いたい、もう一度8分間を体験させて欲しいと懇願する。スティーブンスは再び列車の時間線に戻り、最後の8分間がスタート。爆弾の起爆装置を解除し、フロストを拘束して通報し、疎遠になっていた父親と戦友のふりをして通話し、グッドウィン宛にメールを送り、乗客たちを笑顔にさせ、クリスティーナに告白する。全てを終えてクリスティーナとキスをした丁度その時8分が経過し、グッドウィンはスティーブンスの生命維持装置を停止。現実世界でのスティーブンスは死亡する。
しかし、列車内のスティーブンスの意識（ショーンの肉体）はキスを終えて8分間を過ぎても生き続け、スティーブンス（ショーン）とクリスティーナは列車を降り、二人でシカゴのミレニアム・パークを歩き出す。脳内の記憶の世界にすぎないとしていたラトレッジ博士らの認識に反して、この時間線は新たに生まれた現実の並行世界であることが暗示される。
この並行世界で存在しているグッドウィンがネリス空軍基地に出勤すると、一通のメールが届く。シカゴでの列車爆破未遂事件のニュースが報じられる中、メールは「自分とグッドウィンの二人が爆破を阻止した」と伝えている。そしてこの並行世界で生命維持装置にかけられているであろうスティーブンス大尉に「きっとうまくいく」と伝えてくれと、メールは頼んでいる。

## キャスト
※括弧内は日本語吹替
- コルター・スティーヴンス - ジェイク・ジレンホール（高橋広樹）
- クリスティーナ・ウォーレン - ミシェル・モナハン（宮島依里）
- コリーン・グッドウィン - ヴェラ・ファーミガ（藤本喜久子）
- ラトリッジ博士 - ジェフリー・ライト（中村秀利）
- デレク・フロスト - マイケル・アーデン（英語版）（土田大）
- ハズミ - キャス・アンヴァー（英語版）（佐藤祐四）
- マックス・デノフ - ラッセル・ピーターズ（英語版）（青山穣）
- ドナルド（コルターの父） - スコット・バクラ（声の出演）（石住昭彦）

## 製作

### 脚本
2003年のテレビドキュメンタリー『The Nuclear Boy Scout』で取り上げられた、デイヴィッド・ハーンという少年が本作の登場人物デレク・フロストの基になっている。全米脚本家組合の記事によると、脚本を書いたベン・リプリーが製作会社にオリジナルの脚本を売り込んだことが本作の製作につながったという。
『月に囚われた男』を観たジェイク・ジレンホールは本作の監督をダンカン・ジョーンズに持ちかけた。ジョーンズは速い展開の脚本を気に入り、後に「あらゆる挑戦や難題があり、パズルを解くようなものだったので、脚本に備えられたこれらの難題をいかにすべて成し遂げるか考えるのは楽しかった」と語った。

### 撮影
主要撮影は2010年3月1日にモントリオールで始まり、2010年4月29日に終わった。一部のシーンはミレニアム・パークのクラウド・ゲートなどシカゴで撮影された。

### 音楽
ジョーンズは当初「本作のサウンドトラックをクリント・マンセルが作曲する」と伝えていたが、マンセルはスケジュールの都合により降板し、クリス・ベーコンに代わった。

## 興行成績
北米では2011年4月1日に2,961の劇場で公開され、深夜興行を含んだ初日の成績を$5,053,494、週末の成績を$14,812,094とし、初登場2位を記録した。

## 批評
本作は概ね高い評価を得た。Rotten Tomatoesは218個のレビューに基づき、本作の支持率を91%、評価の平均を7.5/10、批評家の総意を「監督のダンカン・ジョーンズと魅力的なジェイク・ジレンホールは、アクションの中に人間的な話を見出し、巧みで満足させるSFスリラーを創り上げている」としている。Metacriticは41個のレビューに基づき、74/100という「広く好意的な評価」の加重平均値を示している。批評家たちは1993年の『恋はデジャ・ブ』と比較し、あるいは「『恋はデジャ・ブ』と『オリエント急行の殺人』の間」と呼んだ。『アリゾナ・リパブリック』のビル・グッディクンツは、『ミッション: 8ミニッツ』と『恋はデジャ・ブ』を比較することは、『ミッション: 8ミニッツ』の心を奪う「心理戦」に対して失礼だと述べている。
『シカゴ・サンタイムズ』のリチャード・ローパーは「現時点の2011年のベスト」とした。ロジャー・イーバートは3.5/4個の星を与え、「混乱に連れて行かれることで不条理を忘れてしまう」「独創的なスリラー」と書いた。